# さわち店長
さわち店長（さわちてんちょう、1989年8月14日 - 、女性）は、日本のグラビアアイドル、料理研究家、タレント、YouTuber。
大阪府出身。野球アイドルユニット「ポテンヒッツ」（ - 2016年）のメンバー。旧名:葉月佐和。

## 来歴
2015年
- 友人から世界を目指すバンドを組もうと誘われたことをきっかけに、次の日に上京した。しかし、楽器を弾けるメンバーがいなかった為3日目には解散する（Stager Liveの動画配信にて語っている）。
- その後スカウトされ ユキプロダクションに所属
- アイドルユニット『ポテンヒッツ』に加入

2016年
- 4月1日、ポテンヒッツ初のオリジナル･ミニアルバム「ポテンヒッツ」の全国流通販売を開始。
- 6月26日、ポテンヒッツ解散ワンマンライブ。ソロでの活動を表明。
- 6月30日、SAWACHI Official web site が開設される。
- 7月22日、ファーストDVD「さわっていいよ」が竹書房より発売。
- 8月下旬、「SAWACHIソロ活動始動!!ソロCD制作キャンペーン！」というクラウドファンディングの募集を開始、9月13日までに目標の60万円に対して達成度75％で45万円を集めた。
- 9月30日、ユキプロダクションを退所。
- ティファナエンターテインメントに所属。
- チバテレビ「女神たちのかようび」の女神（ヴィーナス）ガールズになるが、5歳のサバよみを暴露。

2017年
ボートレース芦屋のイメージガールYUMEに就任
- ティファナエンターテイメントを退所。

2020年
- 葉月佐和からさわち店長に改名[3]。
- 9月15日、第3代ミス週刊実話WJガールオーディション最優秀グランプリに選出

2024年
ボートレース平和島劇場P-studioにてレギュラー出演

## 人物
- ポテンヒッツのメンバー当時の自己紹介は「背番号55番、天才肌のさわち」であった。イメージカラーはピンク[4]。
- 自らつけたキャッチフレーズは「世界一可愛いＧカップアイドル」
- 趣味は漫画、ゲーム、料理、スポーツ（テニス経験有り）、オタク。好きな食べ物は「焼肉」[5]。
- チャームポイントは「猫顔八重歯」と「口がおっきい」の2点[4]だが、ファンの多くは愛くるしい童顔にGカップバストのギャップ萌えが一番だと思っている。[6]
- 苦手なものとして、自動車での移動による「乗り物酔い」を挙げている。
- 「特技は何？」と聞かれた時に適当に「歯磨き」と答えたが、実は奥歯がないとカミングアウトしている[どこ?]。
- ポテンヒッツの頃に撮影された動画がさわーるどちゃんねる - YouTubeチャンネルにアップロードされているが、この中で「ライブアイドル界史上最もひどい初恋サイダー」や「ステージ柵からフロアに出ようとして転落する」という、いまや伝説となっているライブ動画が残されている。
- 上京した当初からの目標は世界で活躍する事[7]。
- 連日さわーるどちゃんねる - YouTubeにてゲーム実況のLIVE配信を行っている。
- 主にモンスターハンターワールドアイスボーン（MR999）　Dead by daylight　 Apex Legends
- モンスターハンターワールドアイスボーンでは、狩猟笛を使用
- 仲の良いタレントは 吉野七宝実
- 嫌いな食べ物 = マンゴー、メロン

## 作品

### CD
- アルバム『ポテンヒッツ』（2016年4月1日、EEE)

### DVD
- さわっていいよ（2016年7月22日、竹書房）
- 渋谷区原宿ファッション女学院ソロイメージ（2016年10月16日、オルスタックソフト）
- 彼女萌え！（2017年11月30日、グラッソ）
- さわち様、再臨 （2021年1月25日、エアーコントロール）

### VR
- グラドル体感（2017年4月29日、スピカ）
- グラドル同棲体感（2017年6月2日、スピカ）
- ゼロ距離体感（2017年7月23日、スピカ）

## 出演

### TV・ラジオ
- 『AgehaTV 』レギュラー (2014年、サンテレビ)
- 『神出★倶楽部』(2016年2月27日、渋谷Cross-FM)
- 『美勇士と神出のはぴ☆はぴTIME(仮)』(2016年4月23日、渋谷Cross-FM)
- 『AbemaTV×お願い!ランキング』(#129「童顔Ｇカップ以上グラドル」、2016年12月23日、AbemaTV)
- 『女神たちのかようび』レギュラー(2017年3月〜、千葉テレビ)
- 『吉野とさわちのちぐはぐラジオ』(2021年～、ラジオクロニクル)
- ボートレース平和島劇場『P-studio』レギュラー（2024〜）

### 雑誌
- 『EXMAX』DVD付録(2017年4月号)
- 『GRRRR』(2017年4月号)
- 『週刊実話』表紙、巻頭グラビア（2021年2/18号）

### ライブ
- 2016年6月26日、新宿HEAD POWERにて『ポテンヒッツ解散ラストワンマンライブ』を開催。
- 2016年8月13日、新宿HEAD POWER『さわち生誕祭オールナイト』開催

### MV出演
- HER NAME IN BLOOD『BAKEMONO』（2016年）
- 無礼メン『黒魔術ガール』（主演）（主演、2016年）